# Амбър Роуз
Амбър Левончък (на английски: Amber Levonchuck), по-известна като Амбър Роуз (на английски: Amber Rose), е американска певица, модел, дизайнер,актриса и танцьорка.

## Детство
Роуз е родена на 21 октомври 1983 г. във Филаделфия. Баща ѝ Майкъл е военен ветеран от ирландски и италиански произход. Майка ѝ Дороти е с кабовердинско и шотландско потекло. Има брат на име Антонио Хюлет. Роуз израства в квартала Южна Филаделфия.

## Личен живот
Роуз е забелязана за пръв път от рапъра Кание Уест във видеото на „What Them Girls Like“ на Лудакрис. Връзката им продължава 2 години до 2010 г.
В началото на 2011 г. започва да излиза с Уиз Халифа. Двамата се сгодяват на 1 март 2012 г. и сключват брак на 8 юли 2013 г. Синът им Тейлър Томас се ражда на 21 февруари 2013 г. Семейството живее в Ел Ей и в градчето Кенънсбърг, където Халифа закупува къща за около 1 милион долара.
През 2009 г. Роуз споделя в интервю, че е „изключително разкрепостена по отношение на сексуалността си. Мога да се влюбя в жена, мога да се влюбя в мъж. Определено бих могла да открия красотата във всеки. Независимо дали са едри, супер слаби, дали са бели, чернокожи, индийци, азиатци, испанци. Мога да открия красота във всеки. Ако сметна една жена за красива, и я харесам, и тя отвърне на чувствата ми, то тогава категорично бихме могли да се опитаме да имаме връзка.“